# Wattsia mossambica
Wattsia mossambica és una espècie de peix pertanyent a la família dels letrínids i l'única del gènere Wattsia.

## Descripció
- Pot arribar a fer 55 cm de llargària màxima (normalment, en fa 35).
- 10 espines i 10 radis tous a l'aleta dorsal i 3 espines i 10 radis tous a l'anal.
- El cos és de color gris platejat amb, de vegades, franges fosques.
- Els llavis són de color blanc a groc.
- Aletes grogues.
- Presenta una estreta franja negrosa a la base de l'aleta pectoral.[3][4]

## Alimentació
Menja invertebrats bentònics i peixets.

## Hàbitat
És un peix marí i associat als esculls que viu entre 100 i 180 m de fondària a la vora exterior de la plataforma continental.

## Distribució geogràfica
Es troba a les àrees tropicals de la conca Indo-Pacífica.

## Observacions
És inofensiu per als humans i capturat principalment amb palangres i xarxes d'arrossegament.